# Josef Václav Scheybal
Josef Václav Scheybal (31. prosince 1928 v Kristiánově u Frýdlantu – 28. září 2001 v Jablonci nad Nisou) byl český malíř, grafik, ilustrátor, historik umění a etnograf.

## Život

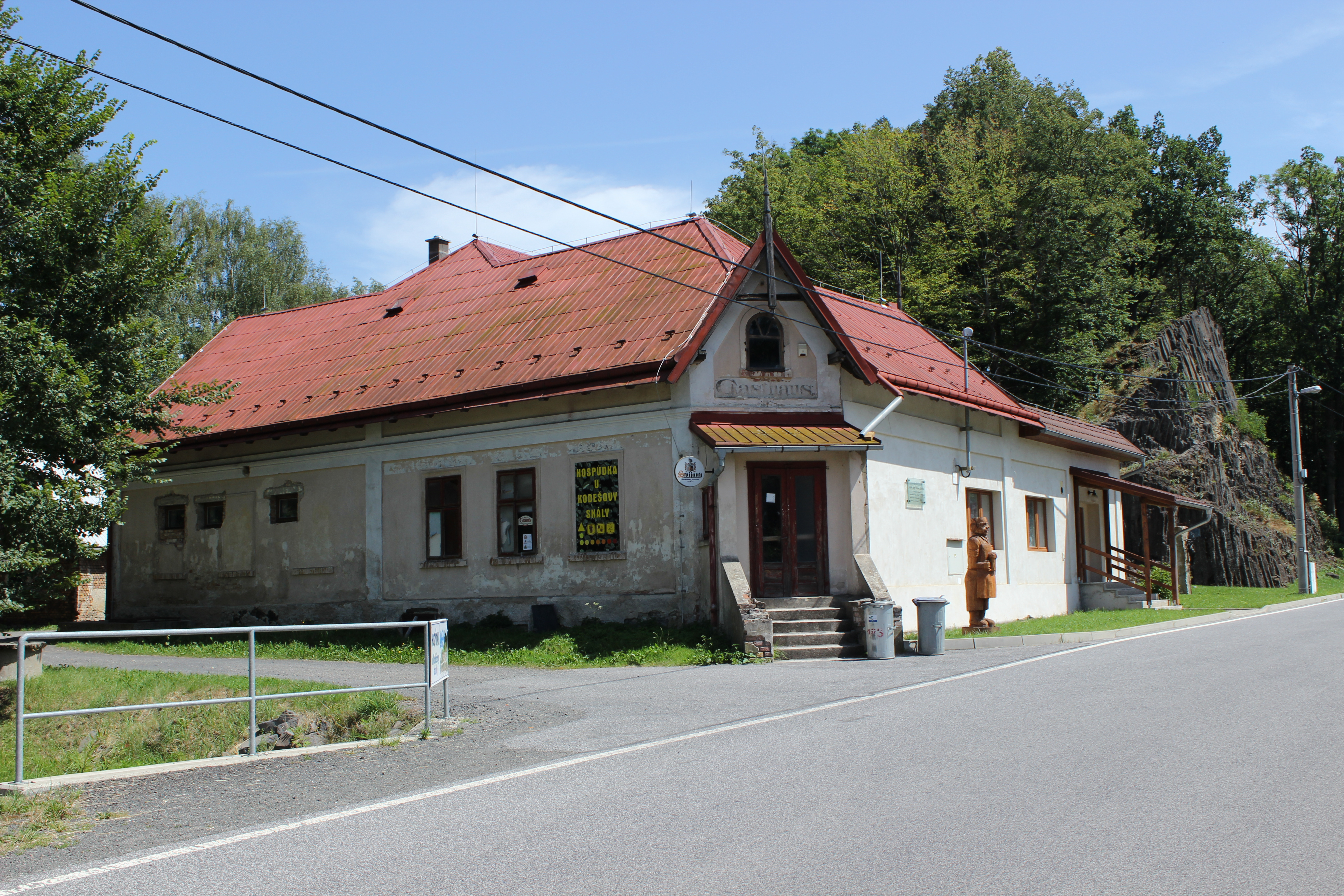
Scheybalův rodný dům v Heřmanicích

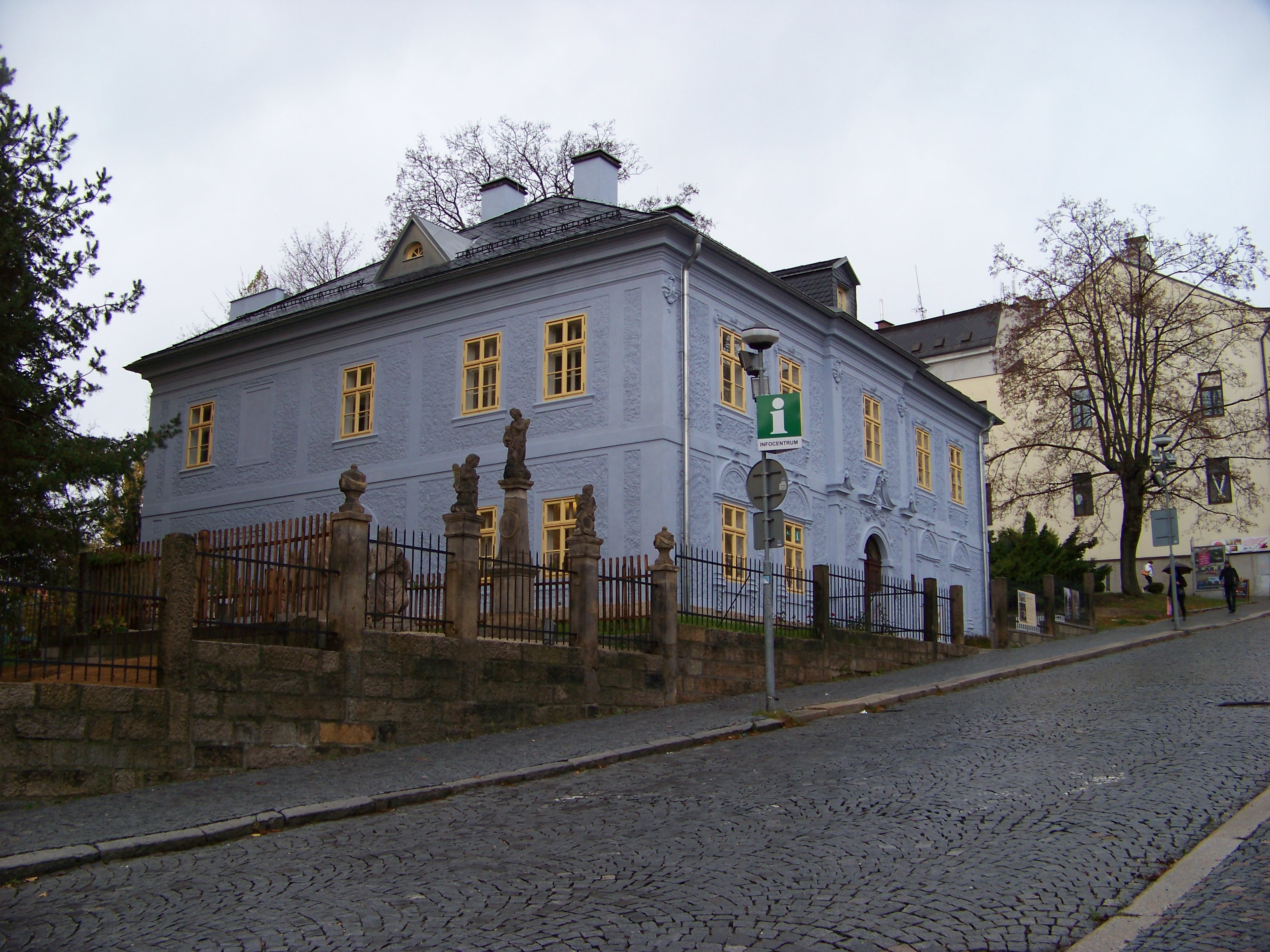
Dům Jany a Josefa V. Scheybalových

Středoškolské vzdělání získal na turnovském gymnáziu, poté se seznámil s dílem českých malířů a etnografů Jana Prouska a Adolfa Kašpara, kteří spolu s jeho otcem přispěli k rozhodnutí prohloubit své vzdělání. V letech 1947-1952 studoval dějiny umění (prof. A. Matějček, J. Květ, J. Pečírka) a etnografii (Karel Chotek, Vilém Pražák, D. Stránská) na Filozofické fakultě Univerzity Karlovy v Praze a ukončil obhajobou rigorózní práce (PhDr.)
Před rokem 1965 byl činný především jako výtvarník. Stal se členem Svazu československých výtvarných umělců. První publikace tvořil s malířským přispěním Karla Vika. Později publikoval se svoji ženou Janou.
Působil ve Státním fotoměřičském ústavu v Praze (1952) a v oddělení národopisu SPÚ v Praze. V letech 1953-1998 byl externím spolupracovníkem Ústavu etnografie a folkloristiky ČSAV. Od roku 1965 zaměstnán jako odborný pracovník v Severočeské muzeu v Liberci, v letech 1969-1979 jako vedoucí oddělení, 1980-1988 samostatný vědecký pracovník. V letech 1972-1988 působil jako konzervátor státní památkové péče v okrese Liberec.
V šedesátých letech 20. století v Jablonci nad Nisou koupil budovu bývalé fary v Kostelní ulici. Po smrti Scheybalových připadl objekt státu, který ho v roce 2010 převedl bezúplatně na město. To zde po dvouleté rekonstrukci otevřelo víceúčelové kulturní centrum Dům Jany a Josefa V. Scheybalových. Za komunismu měl problémy s publikováním své práce. Zbytek pozůstalosti byl v roce 2009 odkázán Muzeu Českého ráje. Stejného roku mu byla in memoriam udělena cena za propagaci Libereckého kraje krajským hejtmanem.

## Dílo
Ve svém díle se zabýval především mapováním lidové architektury severních Čech – jeho národopisná kresba se stala známým pojmem – a její ochranou, například pomáhal při rekonstrukci Kopicova statku.

### Autorské výstavy
- 1978/1979 Josef V. Scheybal: Kresby a akvarely, Severočeské muzeum, Liberec
- 1985 Lidové umění severovýchodních Čech v kresbách Josefa V. Scheybala a ve sbírkách okresního muzea v Jičíně, Okresní muzeum a galerie, Jičín

### Výběrová bibliografie
- Adolf Kašpar: život a dílo, 1957, SNKLU (doktorská práce)
- Severní Čechy, 1958, SNKLU, s obrazy Karla Vika
- Lidové stavby v Pojizeří, 1961, Severočeské krajské nakladatelství, s fotografiemi Jiřího Šolce
- Památky Jablonecka, 1968
- Umění lidových tesařů, kameníků a sochařů v severních Čechách, Severočeské nakladatelství, Praha : Ústav pro etnografii a folkloristiku ČSAV, 1985, s manželkou Janou
- Senzace pěti století v kramářské písni, Kruh, Hradec Králové 1990
- Krajem kolem Jizery, Nakladatelství Jakoubě 1995, s manželkou Janou; foto Bohumil Jakoubě
- Krajem skla a bižuterie, Nakladatelství Jakoubě, 1998, s manželkou Janou Scheybalovou
- SCHEYBAL, J. V.; SCHEYBALOVÁ, Jana. Lidová kultura severních Čech. Liberec: RK, 2006. ISBN 80-903033-6-6.

### Zastoupení ve sbírkách
- Muzeum Českého ráje v Turnově
- Muzeum Sabinov u Prešova
- Muzeum Železný Brod
- Národní muzeum, Praha
- Národopisný ústav SAV, Bratislava
- Severočeské muzeum, Liberec
- Ústav pro etnografii a folkloristiku AV ČR, Praha